# Streefkerk

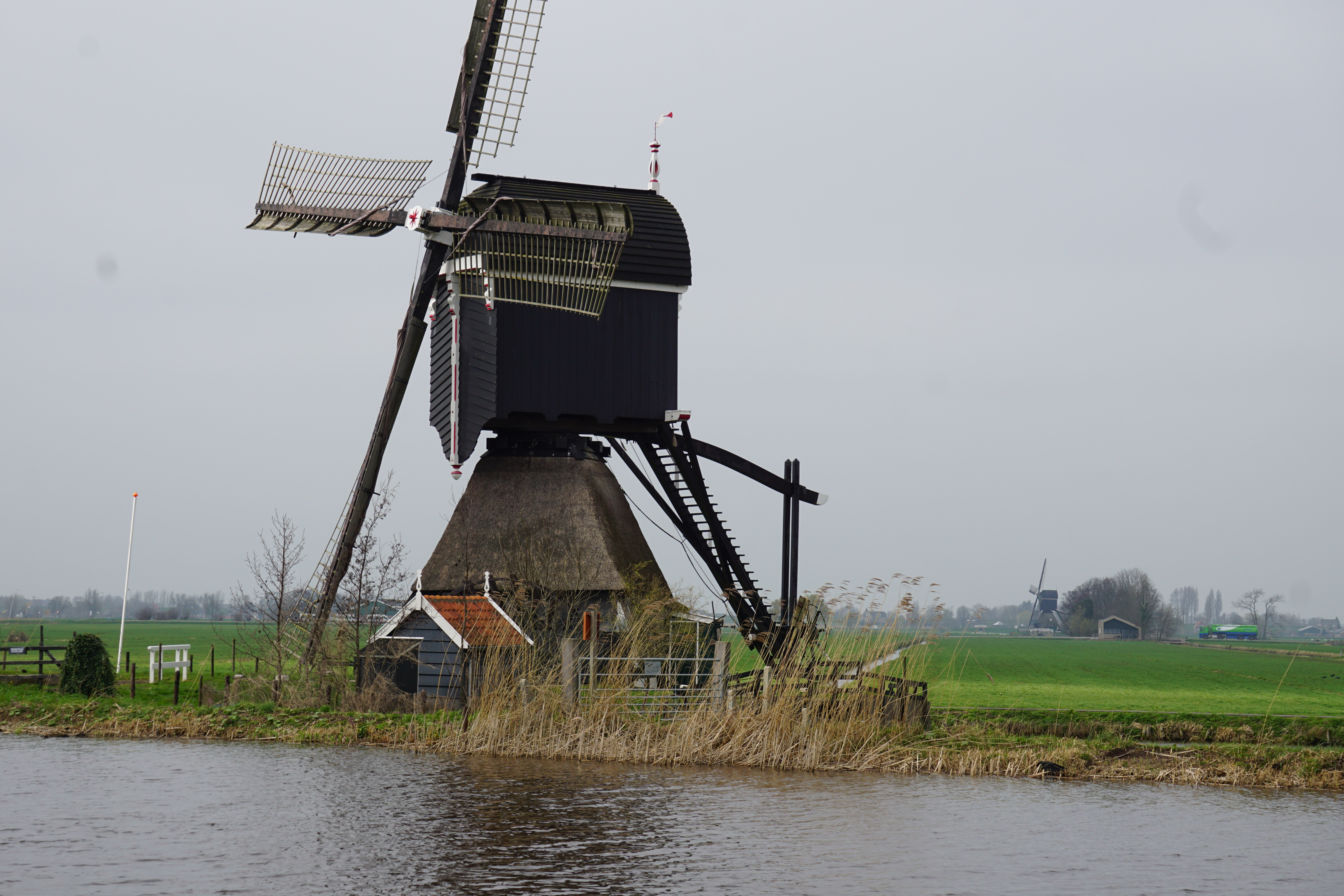
Streefkerk: il Broekmolen

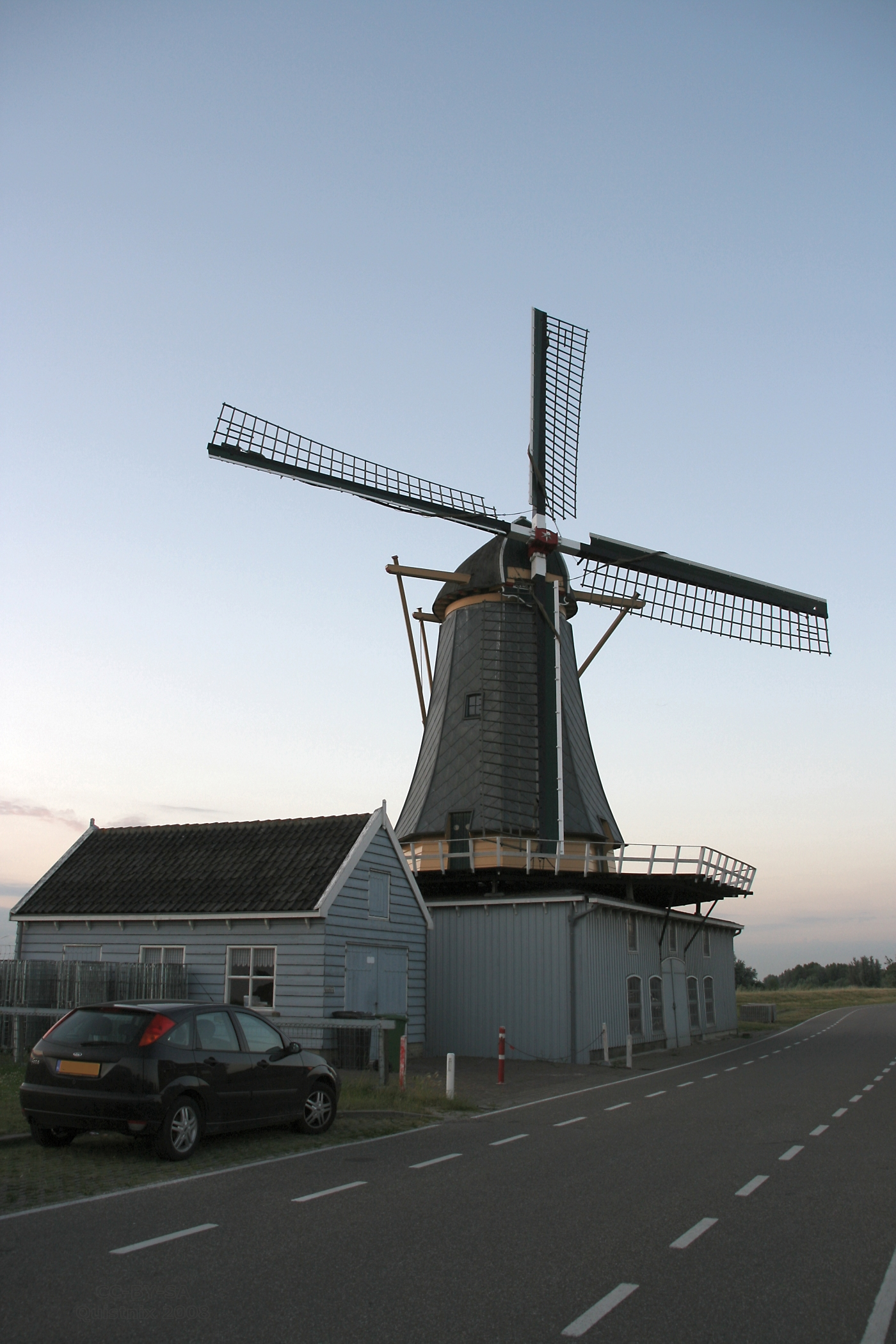
Streefkerk: il mulino "De Liefde"

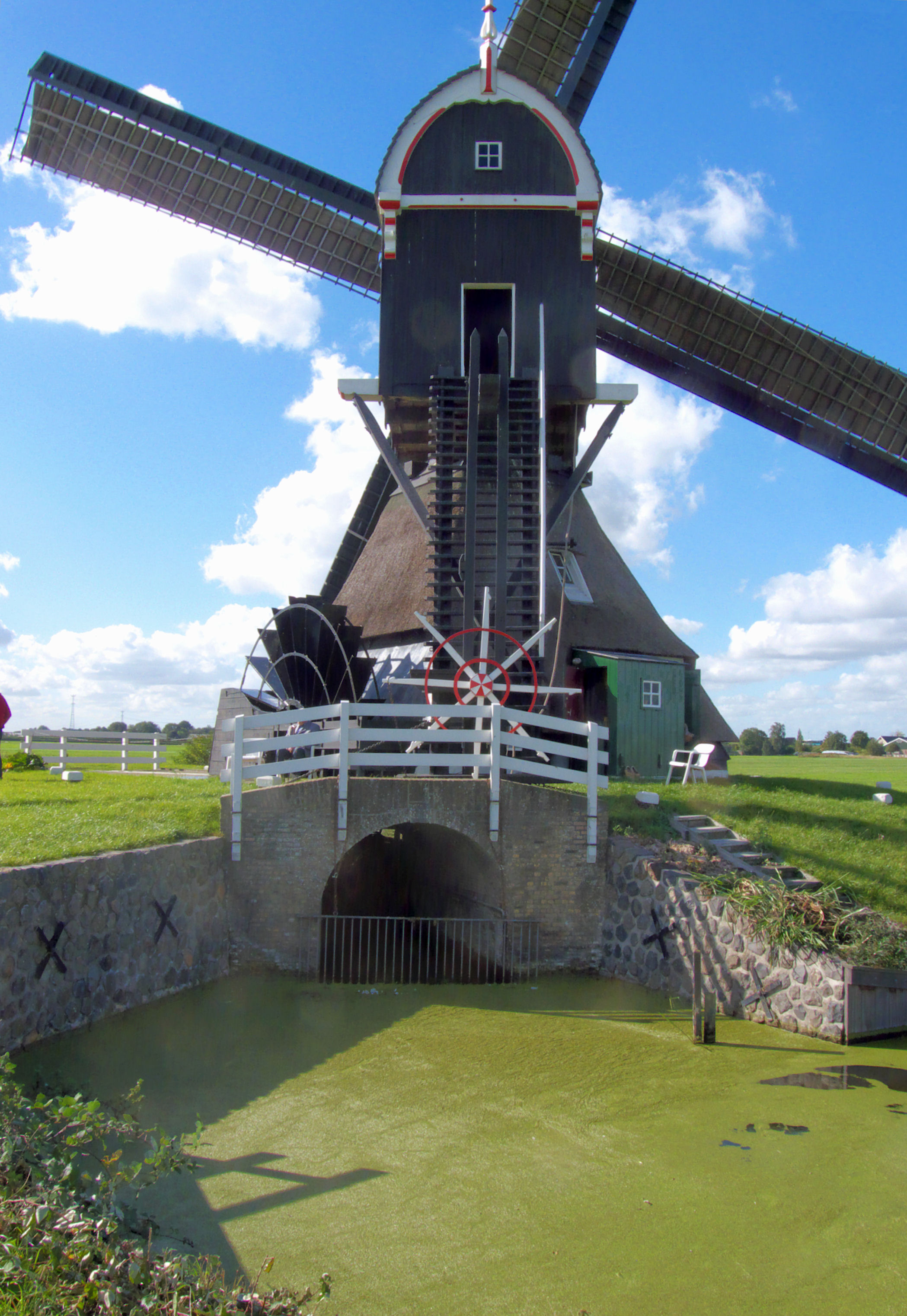
Streefkerk: il kleine Tiendwegmolen

Streefkerk  è un villaggio (dorp) di circa 2500 abitanti del sud-ovest dei Paesi Bassi, facente parte della provincia dell'Olanda Meridionale (Zuid-Holland) e situato lungo il corso del fiume Lek, nella regione dell'Alblasserwaard. Dal punto di vista amministrativo, si tratta di un ex-comune, dal 1986 accorpato nella municipalità di Liesveld, comune a sua volta inglobato nel 2013 nella municipalità di Molenwaard, municipalità a sua volte inclusa nel 2019 in quella di Molenlanden.

## Geografia fisica
Streefkerk si trova tra le località di Lekkerkerk e Ammerstol/Groot-Ammers (rispettivamente a est della prima e ad ovest delle seconde). L'intera parte settentrionale del villaggio è bagnata dal corso del fiume Lek.
Il wijk di Streefkerk occupa un'area di 16,70 kmq, di cui 1,48 kmq sono costituiti da acqua.

## Origini del nome
Il toponimo Streefkerk, attestato anticamente come Streveland (1280), Strevikerka (1293), Strevelant (1342), Streuekerke (1346) e Strevekerc (1395), è costituito dal termine medio olandese streven, che significa "combattere", "litigare", e dal termine kerk, che significa "chiesa".

## Storia

### Dalle origini ai giorni nostri
Il villaggio venne menzionato per la prima volta in un documento di carattere ecclesiastico datato 24 agosto 1280.
Intorno al 1495 venne costruita a Streefkerk una chiesa in stile tardo gotico e nel 1574 giunse nel villaggio il primo predicatore protestante, tale Willem Jansz 
Nel 1513, Streefkerk subì un attacco da parte delle truppe del ducato di Gheldria, che distrussero 45 delle 75 case del villaggio.
Il villaggio iniziò quindi a prosperare durante il cosiddetto "Secolo d'oro", quando vennero costruite numerose fattorie in loco.
Nel 1632 Streefkerk contava 106 abitazioni e, tra il 1840 e il 1876, il villaggio conobbe un incremento demografico, che portò la popolazione da 1337 a 1768 abitanti.

### Simboli
Nello stemma di Streefkerk sono raffigurati cinque gigli di color bianco su sfondo giallo. Questo stemma, di origine ignota, venne adottato ufficialmente il 24 dicembre 1817.

## Monumenti e luoghi d'interesse
Streefkerk vanta 15 edifici classificati come rijksmonument.

### Architetture religiose

#### Hervormde Kerk
Principale edificio religioso di Streefkerk è la Hervormde Kerk ("chiesa protestante"), una chiesa in situata lungo la Kerkstraat: eretta agli inizi del XVI secolo, venne parzialmente ricostruita dopo un incendio nel 1914.

### Architetture civili

#### Mulini a vento
Il più antico mulino a vento di Streefkerk è il Broekmolen, situato lungo l'Achterdijk e risalente al 1614.
Lungo la Beneden Tiendweg si trovano poi l'Oude Weteringmolen, il Kleine Tiendwegmolen e l'Achtkante Molen, tutti risalenti al 1751.
Lungo la Nieuwe Veer si trova invece il mulino "De Liefde", risalente al 1893.

## Società

### Evoluzione demografica
Al censimento del 2023, Streefkerk contava una popolazione pari a 2500 unità.
La popolazione al di sotto dei 16 anni era pari a 430 unità, mentre la popolazione dai 65 anni in su era pari a 490 unità.
La località ha conosciuto un incremento demografico rispetto al 2022, quando contava 2480 abitanti. Il dato era però in diminuzione rispetto al 2021, quando Streefkerk contava 2515 abitanti.